# Wirty
Wirty – osada leśna w Polsce, położona w województwie pomorskim, w powiecie starogardzkim, w gminie Zblewo. 31 grudnia 2023 osada liczyła 35 mieszkańców.
Osada wchodzi w skład sołectwa Borzechowo. Otoczona jest lasami Borów Tucholskich i położona nad jeziorem Borzechowskim Wielkim.
Znajduje się tu arboretum.
W latach 1975–1998 miejscowość administracyjnie należała do województwa gdańskiego.